# Тодевска, Тамара
Тамара Тодевска (макед. Тамара Тодевска; род. 1 июня 1985, Скопье, СР Македония, Югославия) — северомакедонская певица и автор песен. Представительница Северной Македонии на конкурсе «Евровидение» в 2008 и 2019 годах.

## Ранняя жизнь
Тамара родилась в Скопье 1 июня 1985. Она родилась в музыкальной семье: отец (македонец) — Велко Тодевский — профессор музыкальной академии; мать (боснийская сербка) — Бранка Тодевская — оперная певица.

## Музыкальная карьера

### Начало карьеры
Свою первую песню, «Игра луда» (рус. Сумасшедшие игры) певица исполнила в дуэте со своей сестрой в 1997. Однако её музыкальная карьера началась позднее, в 2003, во время музыкального фестиваля в Черногории «Suncane Skale», на котором она исполнила песню «1003» (макед. Илјада и три), финишировав второй.

### «Сино» (2005)
В 2005 Тамара Тодевска выпускает свой первый альбом «Сино» (рус. Синий). Продюсером альбома стал Александар Масевски, который в дальнейшем активно сотрудничал с певицей с 2007. Некоторые композиции с альбома, ставшие хитами в Северной Македонии: «1003», «Најдобри Пријатели», «Седмо небо» (в дуэте с Врчаком) и т. д.

### Национален Евросонг 2007
В 2007 Тамара становится участницей национального отбора на конкурс Евровидение. Тамара исполнила песню «Кажи кој си ти» (рус. Скажи мне, кто ты), написанную Александром Масевским. В финале певица получила 105 баллов, и финишировала второй.

### Skopje Fest 2008
В феврале 2008 Тамара вновь принимает попытку участия на Евровидении, выступив на очередном национальном отборе с песней «Во име на лјубовта», вместе с Раде Врчаковски и Адрианом Гаджа. В итоге песня стала победителем отборочного тура и вскоре стала хитом на Балканах. Композиция была записана на македонском, албанском, сербском, турецком, русском и английском языках. Именно английская версия песни — «Let me love you» была вскоре исполнена на конкурсе песни Евровидение 2008. Также на эту песни был снят клип известным в Македонии режиссёром Деяном Милицевичем.

### Выступление на Евровидении
Трио исполнило песню «Let me love you» во втором полуфинале, под номером 18. Конкурсанты заняли 10-е место; однако из-за занятой позиции участники не были квалифицированы до финала — в финале вместо них приняла участие Шарлотта Перелли, занявшая двенадцатое место.

### Евровидение-2014
Тамара выступила в качестве бэк-вокалистки у своей сестры Тияны, представительницы Республики Македонии.

### Евровидение-2019
Тамара выступила как сольная исполнительница с песней «Proud» и заняла в финале рекордное в истории страны 7 место, что стало лучшим результатом за всю историю участий Северной Македонии.

## Дискография

### Альбомы
- Сино (2005)

### Синглы
- Игра луда (1997; feat. Тияна Тодевска-Дапчевич)
- Дали знам (2002)
- Кога би мозела (2002; feat. Бранка Тодевска)
- 1003 (2003)
- Sex (2004)
- Најдобри Пријатели (2005; feat. Врчак)
- Лоса Девојка (2006)
- Седмо небо (2006; feat. Врчак)
- Кажи кој си ти (2007)
- Луда (2007; feat. DNK, Врчак, Komandant Koki)
- За Македонија (2007; feat. Toni Zen)
- Смешно зар не (2007)
- Во име на лјубовта (англ. Let me love you/серб. Тебе волим/тур. Yoksun/рус. Во имя любви/алб. Dashuri Mistike (2008; feat. Врчак & Адриан Гаджа)
- Со маки сум се родила (2008 — [македонская народная песня в техно-обработке])
- Дајем ти све (2008)
- Усне ко крв (2009)
- Una magia Pandev (2009; feat. Toni Zen)
- Шарена Песма (2009)
- Давам Јас Се (2009)

### Сборники
- Македонија навива (2008)
- Македонија засекогаш (2008)
- Kirilico Ispeana (2009)

## Личная жизнь
27 июня 2015 года вышла замуж за баскетболиста Александра Димитровского. Воспитывает дочь Хану и сына Дарена.